# Platanias
Platanias (in greco Πλατανιάς?) è un comune della Grecia situato nell'isola di Creta (unità periferica di La Canea) con 17864 abitanti secondo i dati del censimento 2001.
A seguito della riforma amministrativa detta Programma Callicrate in vigore dal gennaio 2011 che ha abolito le prefetture e accorpato numerosi comuni, la superficie del comune è ora di 492 km² e la popolazione è passata da 5225 a 17864 abitanti.